# Łoszyca (przystanek kolejowy)
Łoszyca (biał. Лошыца, ros. Лошица) – przystanek kolejowy w Mińsku, na Białorusi.